# Sanija Ozoliņa
Sanija Ozoliņa (2 ottobre 2003) è un'ex slittinista lettone.

## Biografia

### Carriera sportiva

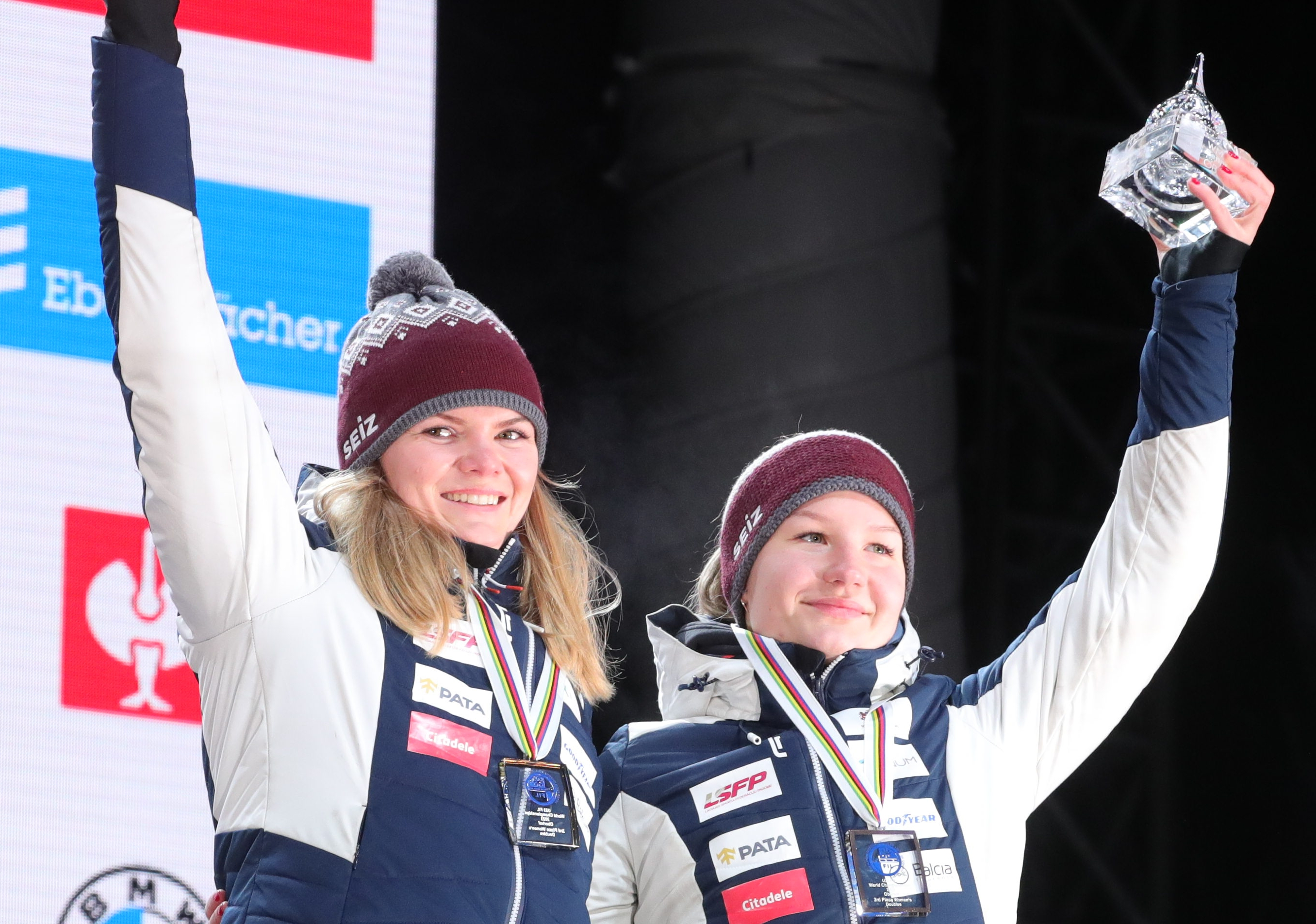
Ozoliņa (a destra) e Upīte sul podio della gara under 23 ai mondiali di Oberhof 2023.

Iniziò a gareggiare per la nazionale lettone direttamente nella categoria maggiore, senza passare prima da quelle giovanili, nel 2021 nella specialità del doppio donne in coppia con Anda Upīte, in quella che fu la stagione di esordio del doppio femminile in Coppa del Mondo a livello assoluto, che si disputò con le modalità di "gara nella gara" per atlete di qualsiasi età durante il circuito di Coppa juniores; nella prova inaugurale di La Plagne il 2 dicembre 2021 ottenne il quinto posto ed il giorno successivo, sulla stessa pista francese, conquistò il suo primo podio giungendo terza; al termine della stagione si classificò in sesta posizione nella graduatoria finale con due podi ottenuti sulle sei gare disputate. Prese inoltre parte al primo campionato mondiale nella disciplina biposto di Winterberg 2022 in cui giunse settima.
L'annata seguente si aprì con un podio il 4 dicembre 2022 nella gara del doppio sprint nella prova inaugurale della stagione ad Innsbruck; il 7 gennaio 2023, nella prima delle due tappe casalinghe a Sigulda, ottenne la prima vittoria in Coppa nella specialità del doppio, mentre nella seconda, valevole anche come campionato europeo, conquistò la medaglia d'argento ed il primo posto nella graduatoria riservata alle atlete under 23. In classifica generale di Coppa del Mondo, grazie anche all'ulteriore vittoria nella sprint di Winterberg, terminò al quarto posto mentre ai mondiali di Oberhof 2023 giunse quinta nella gara sprint e quarta nella prova classica, piazzamento che le valse il bronzo nella speciale classifica per le under 23.
Nella successiva stagione, a causa di un incidente occorsole durante le prove della seconda tappa disputatasi sulla pista di Whistler, subì una commozione cerebrale che la obbligò non soltanto a saltare il resto dell'annata agonistica, chiudendo al diciassettesimo posto la Coppa del Mondo 2023/24, ma altresì ad abbandonare anzitempo la carriera sportiva.

## Palmarès

### Europei
- 1 medaglia:
  - 1 argento (doppio a Sigulda 2023).

### Mondiali under 23
- 1 medaglia:
  - 1 bronzo (doppio ad Oberhof 2023).

### Europei under 23
- 1 medaglia:
  - 1 oro (doppio a Sigulda 2023).

### Coppa del Mondo
- Miglior piazzamento in classifica generale di Coppa del Mondo nel doppio: 4ª nel 2022/23.
- 6 podi (4 nel doppio, 2 nel doppio sprint):
  - 2 vittorie (1 nel doppio, 1 nel doppio sprint);
  - 2 secondi posti (tutti nel doppio);
  - 2 terzi posti (1 nel doppio, 1 nel doppio sprint).

#### Coppa del Mondo - vittorie
| Data             | Luogo      | Paese    | Disciplina                   |
| ---------------- | ---------- | -------- | ---------------------------- |
| 7 gennaio 2023   | Sigulda    | Lettonia | Doppio con Anda Upīte        |
| 12 febbraio 2023 | Winterberg | Germania | Doppio sprint con Anda Upīte |